# Hermes-Simplex

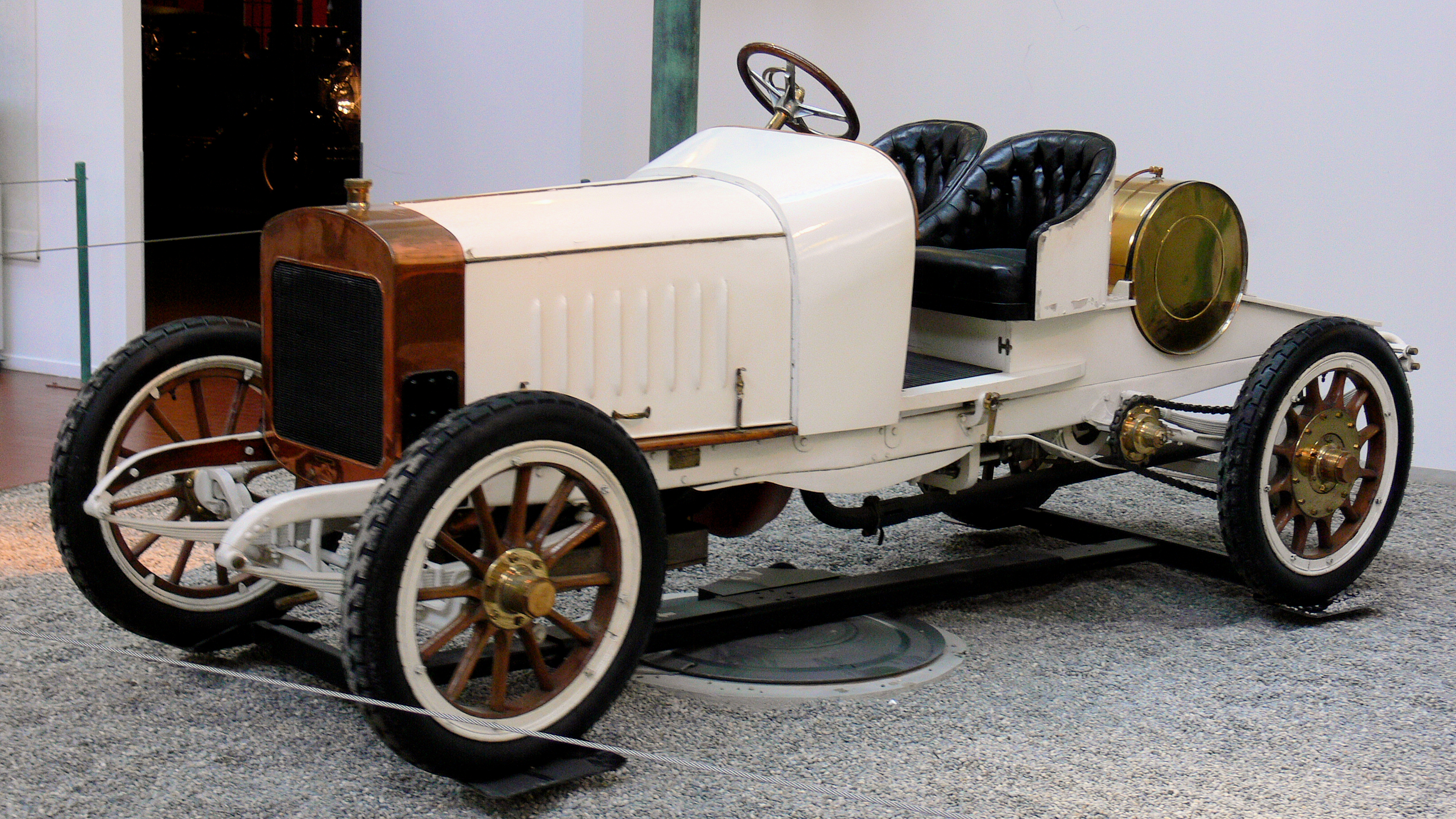
Hermes-Simplex von 1904

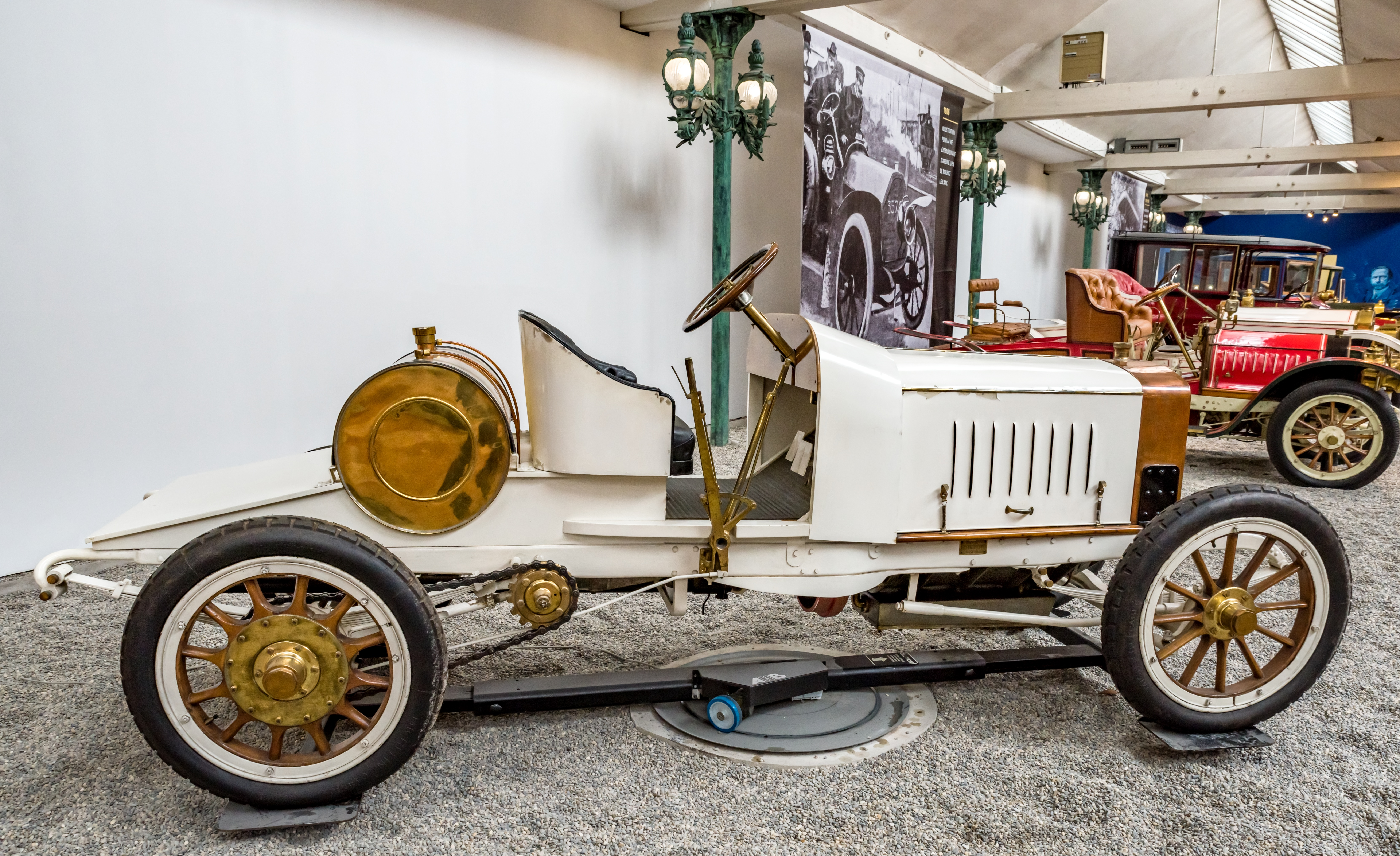
Seitenansicht

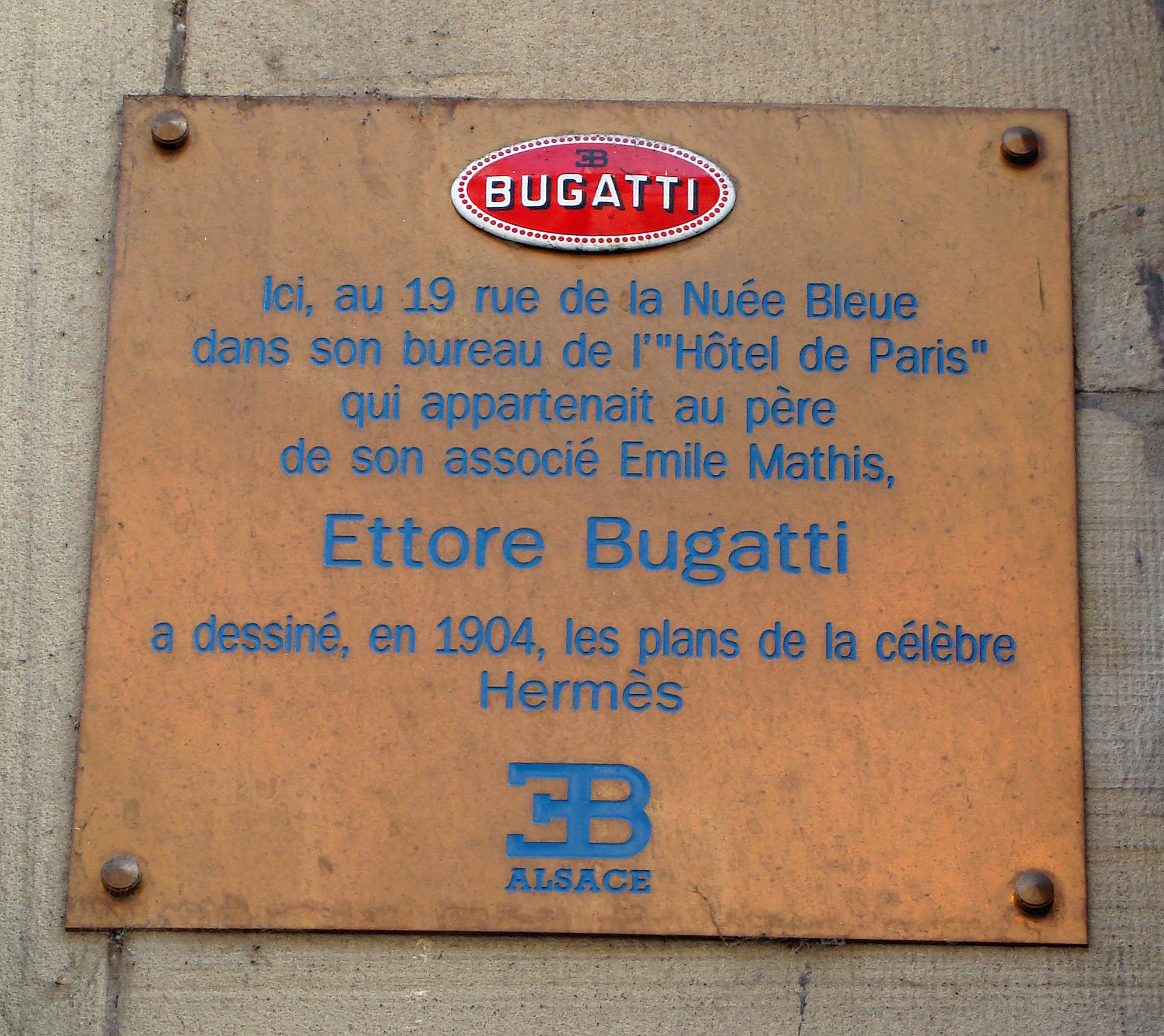
Erinnerungsplakette an Ettore Bugatti, der ab 1904 an der rue de la Nuée Bleue 19 in Straßburg für Hermes-Simplex arbeitete.

Hermes-Simplex war eine Automarke der 1900er Jahre aus dem Elsass, das damals Teil des Deutschen Reichs war.

## Unternehmensgeschichte
Émile Mathis betrieb bereits seit 1898 den Autohandel E. E. C. Mathis. Ende 1903 verließ er die Niederbronner Automobilabteilung De Dietrich des Konzerns De Dietrich et Cie. Er plante, selber Automobile herzustellen.
Ettore Bugatti war als Chefkonstrukteur bei De Dietrich angestellt, wurde aber Anfang 1904 entlassen. Mathis stellte seinen Freund Ettore am 1. April ein. Mathis kümmerte sich um Leitung und Vertrieb, während Bugatti für die Fahrzeugentwicklung und die Überwachung der Produktion zuständig war. Mangels eines eigenen Werks fand die Produktion bei der Elsässischen Maschinenbau-Gesellschaft Grafenstaden statt.
Auf dem Pariser Autosalon im Dezember 1904 wurden drei Modelle präsentiert. Der Markenname lautete Hermes-Simplex, gelegentlich auch Mathis-Hermes. Etwa im April 1906 trennten sich die Partner. Die Marke wurde 1906 oder 1907 aufgegeben.
Mathis gründete später SA Mathis, während Bugatti zunächst von der Gasmotoren-Fabrik Deutz angestellt wurde und sich später mit Bugatti selbstständig machte.

## Fahrzeuge
Hergestellt wurden sportliche Fahrzeuge. Sie haben große Vierzylindermotoren, Vierganggetriebe und Kettenantrieb zur Hinterachse. 290 cm Radstand und 130 cm Spurweite waren einheitlich. Das Modellangebot bestand aus drei bis vier Modellen, zu denen es unterschiedliche Angaben gibt.
| Modell   | Bauzeit                               | Bohrung mm | Hub mm | Hubraum cm³ | Leistung PS | Anmerkungen                                                                                                  |
| -------- | ------------------------------------- | ---------- | ------ | ----------- | ----------- | --- |
| 28 PS    |                                       |            |        |             | 28          | Nur geplant, nicht hergestellt                                                                               |
| 40/50 PS | ab 1904 1905–1907                     | 130        | 140    | 7.433       | 50          | Präsentation auf Pariser Autosalon im Dezember 1904; auch Bugatti Type 6 genannt                             |
| 45/60 PS | 1906 1907                             | 136        | 146    | 8.484       | 60          | |
| 50/60 PS | 1905–1907                             | 136        | 146    | 8.484       | 60          | |
| 50 PS    | 1904 1904–1907                        | 136        | 150    | 8.716       | 50          | auch Bugatti Type 6 genannt auch Bugatti Type 6 genannt                                                      |
| 50/60 PS | 1905–1907                             | 150        | 146    | 8.990       | 60          | |
| 50/60 PS | ab 1904                               | 140        | 150    | 9.236       | 60          | Präsentation auf Pariser Autosalon im Dezember 1904; auch Bugatti Type 6 b genannt                           |
| 60 PS    | 1904 1904–1907                        | 140        | 150    | 9.236       | 60          | auch Bugatti Type 6 genannt auch Bugatti Type 6 A genannt                                                    |
| 80/90 PS | 1905–1907                             | 160        | 150    | 12.064      | 90          | |
| 90 PS    | ab 1904 1904–1905 1904–1907 1905/1906 | 160        | 160    | 12.868      | 90          | Präsentation auf Pariser Autosalon im Dezember 1904; auch Bugatti Type 7 genannt auch Bugatti Type 7 genannt |

## Autorennen
Ein 90 PS wurde im August 1905 bei der Rennwoche am Kesselberg in Bayern eingesetzt.
Gustav Langen von Deutz mit einem 45 PS und Ettore Bugatti mit einem 60 PS fuhren bei der Herkomer-Konkurrenz 1905 sowie bei der Westdeutschen Zuverlässigkeitsfahrt und beim Kaiserstuhlrennen 1906.
Am Kaiserpreis-Rennen 1907 nahm ein 45/60 PS teil.

## Produktionszahlen
Die Produktionszahlen schwanken zwischen 15 und 60.
Ein Fahrzeug dieser Marke ist in der Cité de l’Automobile in Mülhausen zu besichtigen. Es ist ein 80/90 PS.